# Jörg Lücke

Jörg Lücke (1994)

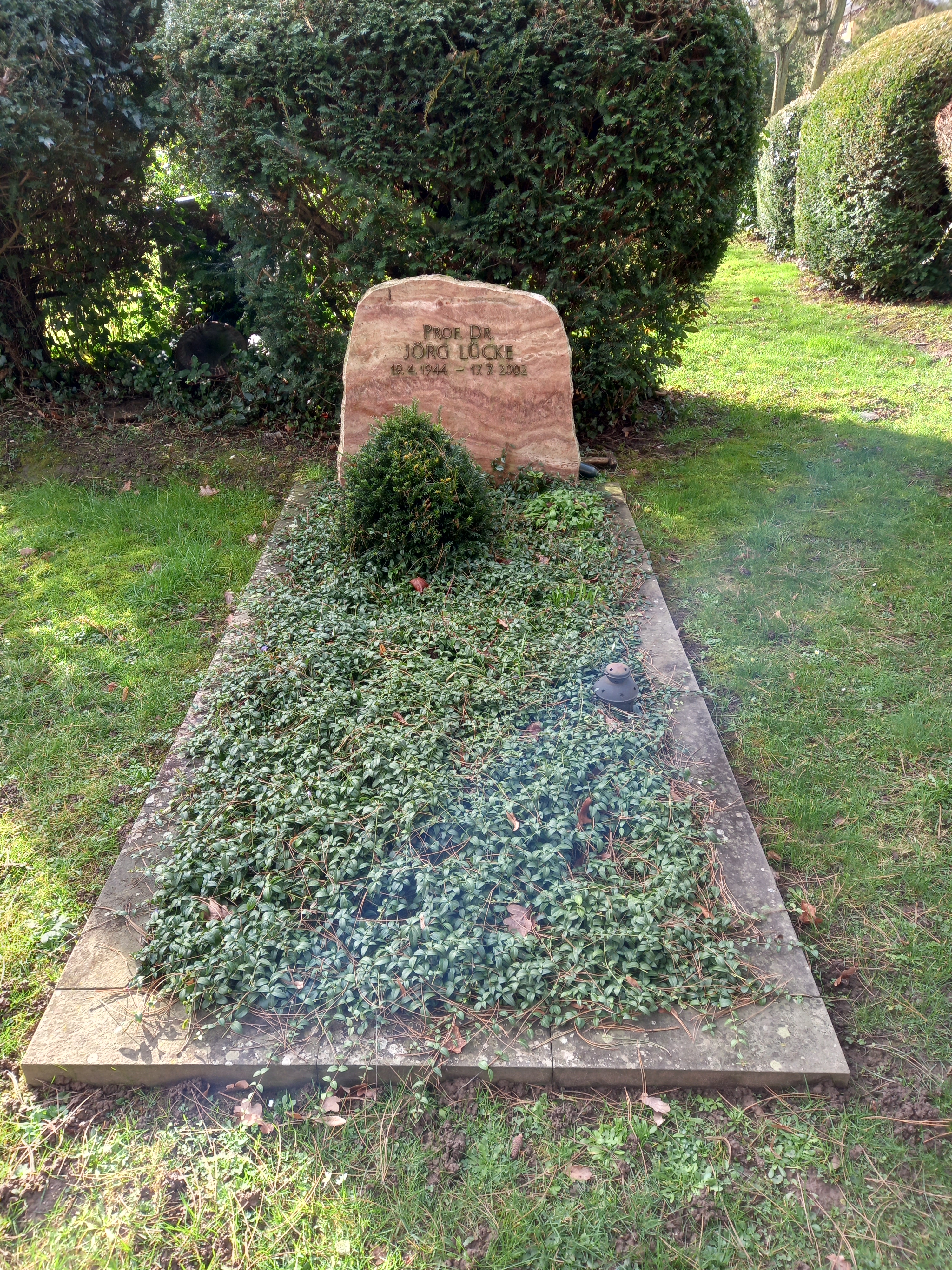
Das Grab von Jörg Lücke auf dem Zentralfriedhof Bad Godesberg in Bonn

Jörg Lücke (* 19. April 1944 in Göttingen; † 17. Juli 2002 in Bonn) war ein deutscher Rechtswissenschaftler. Er war Universitätsprofessor für Staats- und Verwaltungsrecht, Gesetzgebungslehre und ausländisches Öffentliches Recht an der Johannes Gutenberg-Universität Mainz und Mitglied der Vereinigung der Deutschen Staatsrechtslehrer.

## Leben und Ausbildung
Jörg Lücke war das einzige Kind des Verwalters der Staatsdomäne Beberbeck Georg Lücke und der Offizierstochter Gertrud Lücke (geborene Schütze). Er ging in Beberbeck zur Grundschule und später in Göttingen auf das Felix-Klein-Gymnasium.
Nach Erlangung der Hochschulreife im Jahr 1964 studierte er Rechtswissenschaften an den Universitäten Göttingen und Heidelberg. 1969 bestand er in Celle die erste juristische Staatsprüfung. Anfang 1970 erfolgte die Aufnahme in den juristischen Vorbereitungsdienst des Landes Niedersachsen am Oberlandesgericht Celle. Während des Vorbereitungsdienstes verfasste er als Assistent an der rechtswissenschaftlichen Fakultät der Universität Göttingen seine Dissertation Die (Un-)Zumutbarkeit als allgemeine Grenze öffentlich-rechtlicher Pflichten des Bürgers und wurde 1972 zum Doktor der Rechte promoviert. Die Arbeit wurde von Professor Dr. Hans Hugo Klein betreut. 1974 bestand er die zweite juristische Staatsprüfung.
Im akademischen Jahr 1974/1975 studierte er als DAAD-Stipendiat an der Boalt Hall School of Law der University of California, Berkeley (USA) und erwarb dort den akademischen Grad eines Master of Laws (LL. M.).

## Werdegang und Ämter
Nach Rückkehr aus den USA erfolgte im Jahr 1975 zunächst eine Tätigkeit als wissenschaftlicher Mitarbeiter an der rechtswissenschaftlichen Fakultät der Universität Genf. Ab 1976 war er Persönlicher Referent des Präsidenten der Eberhard Karls Universität Tübingen. Im September 1976 erfolgte die Einstellung als wissenschaftlicher Mitarbeiter beim Bundesministerium für Raumordnung, Bauwesen und Städtebau und schließlich im Jahr 1977 mit der Ernennung zum Regierungsrat die Übernahme in den höheren Dienst des Bundes. 1979 erfolgte eine viermonatige Abordnung an die UNESCO in Paris zur Fortbildung von Angehörigen des höheren Dienstes für internationale Aufgaben. Ab Ende 1979 erfolgte eine Abordnung an das Bundesministerium der Justiz. Während seiner Tätigkeit in den Bundesministerien veröffentlichte er mehrere Monographien und zahlreiche Aufsätze. 1984 erfolgte die Abordnung an die Universität Hamburg zur Verwaltung des Lehrstuhls für Öffentliches Recht und Staatslehre und schließlich im Wege der kumulativen Habilitation die Ernennung zum Universitätsprofessor.

## Forschung und Lehre
Nach seiner Ernennung zum Universitätsprofessor lehrte Jörg Lücke bis 1991 an der Universität Hamburg, sodann an der Friedrich-Schiller-Universität Jena und schließlich ab 1993 an der Johannes Gutenberg-Universität Mainz.
Seine Forschungsschwerpunkte waren das inländische und ausländische Verfassungsrecht, hier insbesondere die Herleitung von Begrenzungen des Staats („Schranken-Schranken“) hinsichtlich (neuer) staatlicher Handlungsformen und Verhaltensweisen gegenüber dem Bürger unmittelbar aus dem Grundgesetz, weiterhin Gesetzgebungslehre sowie das öffentlich-rechtliche Umwelt- und Rundfunkrecht.
Jörg Lücke war als Professor bei den Studenten wegen der Auflockerung der Lehrveranstaltungen durch Einladung von Persönlichkeiten aus Politik, Rechtsprechung und Wirtschaft, strukturierte Wiederholungen, grafische Aufbereitung des Stoffes, Frage-&-Antwort-„Gewinnspiele“, Fahrten zu mündlichen Verhandlungen des Bundesverfassungsgerichts, Organisation von Erstsemester-Partys und seine stets zugängliche und freundliche Art sehr beliebt.

## Veröffentlichungen (chronologische Auswahl)
- Die (Un-)Zumutbarkeit als allgemeine Grenze öffentlich-rechtlicher Pflichten des Bürgers, Schriften zum öffentlichen Recht, Band 227, Duncker & Humblot, Berlin 1973
- Amerikanische Enteignungsrechtsprechung und deutsche Parallelen, Verwaltungsarchiv, Band 67, Carl Heymanns Verlag, Köln u. a. 1976
- Freiheit des Rundfunks und Informationsrecht des Bürgers, Die Verwaltung, Band 10, Duncker & Humblot, Berlin 1977
- Bundesfreundliches und bürgerfreundliches Verhalten, Der Staat, Band 17, Duncker & Humblot, Berlin 1978
- Rechtsstaatsprinzip und Staatshaftungsreform, Archiv des öffentlichen Rechts, Band 104, J. C. B. Mohr (Paul Siebeck), Tübingen 1979
- Ein internationales „Recht auf Kommunikation“ – zu den Bemühungen der UNESCO um ein individuelles, staatliches, kollektives und institutionelles Recht auf Kommunikation -, Recht und Staat, Band 494/495, J. C. B. Mohr (Paul Siebeck), Tübingen 1979
- Das Gebot der Rücksichtnahme in der länderüberschreitenden Raumordnung, Verwaltungsarchiv, Band 70, Carl Heymanns Verlag, Köln u. a. 1979
- Das Baugebot – ein wirksames Instrument des Bodenrechts?, Studien zum öffentlichen Recht und zur Lehre, Band 25, Verlag Vahlen, München 1980
- Staatszielbestimmungen und Gesetzgebungsaufträge, Archiv des öffentlichen Rechts, J. C. B. Mohr (Paul Siebeck), Tübingen 1982
- Die stattgebende Entscheidung im verfassungsgerichtlichen Organstreitverfahren und ihre Konsequenzen, Juristenzeitung, J. C. B. Mohr (Paul Siebeck), Tübingen 1983
- Begründungszwang und Verfassung, J. C. B. Mohr (Paul Siebeck), Tübingen 1987
- Umweltschutz und Verfassung in der DDR, Gedächtnisschrift für Wolfgang Martens, Walter de Gruyter, Berlin 1987
- Das Umweltschutzrecht der DDR, Schriften zum Umweltrecht, Band 8, Duncker & Humblot, Berlin 1988
- AIDS im amerikanischen und deutschen Recht, Schriftenreihe Medizinrecht, Springer-Verlag, Berlin u. a. 1989
- Vorläufige Staatsakte, Jus Publicum, Band 2, J. C. B. Mohr (Paul Siebeck), Tübingen 1991
- Grundrechte in einer neuen südafrikanischen Verfassung, Zeitschrift für ausländisches öffentliches Recht und Völkerrecht, Band 52, Verlag W. Kohlhammer, Stuttgart 1992
- Notkompetenzen im Lichte der Verfassung, Festschrift für Werner Thieme, Carl Heymanns Verlag, Köln u. a. 1993
- Die Berufsfreiheit – eine Rückbesinnung auf den Text des Art. 12 Abs. 1 GG, Schriften zum Wirtschaftsverfassungs- und Wirtschaftsverwaltungsrecht, Band 32, C.F. Müller, Heidelberg 1994
- Zur Dogmatik der kollektiven Glaubensfreiheit – eine Neubestimmung des Verhältnisses von Kirche und Staat am Beispiel des staatlichen Rechtsschutzes gegenüber Maßnahmen der Religionsgesellschaften, Europäische Grundrechte Zeitschrift, N. P. Engel Verlag, Straßburg u. a. 1995
- Universales Verfassungsrecht, Völkerrecht und Schutz der Umwelt, Archiv des Völkerrechts, Band 35, Mohr Siebeck, Tübingen 1997
- Die „allgemeinen“ Gesetze (Art. 5 Abs. 2 GG) – Versuch einer Neuinterpretation, Heidelberger Forum, Band 103, C.F. Müller, Heidelberg 1998
- Die Weimarer Kirchengutsgarantie als Bestandteil des Grundgesetzes, Juristen Zeitung, Mohr Siebeck, Tübingen 1998
- Entstehung der neuen südafrikanischen Verfassung, Jahrbuch des öffentlichen Rechts der Gegenwart, Band 47, Mohr Siebeck, Tübingen 1999
- Die Drittwirkung der Grundrechte anhand des Art. 19 Abs. 3 GG, Juristen Zeitung, Mohr Siebeck, Tübingen 1999
- Legaldefinition und Verfassung, Völkerrecht und deutsches Recht, Festschrift für Walter Rudolf, Verlag C.H. Beck, München 2001
- Zur Europarechtskonformität der Deutschen-Grundrechte, Europarecht, Nomos Verlagsgesellschaft, Baden-Baden 2001
- Die allgemeine Gesetzgebungsordnung, Zeitschrift für Gesetzgebung, C.F. Müller, Heidelberg 2001
- Der additive Grundrechtseingriff sowie das Verbot der übermäßigen Gesamtbelastung des Bürgers, Deutsches Verwaltungsblatt, Carl Heymanns Verlag, Köln u. a. 2001
- Die spezifischen Schranken des allgemeinen Persönlichkeitsrechts und ihre Geltung für die vorbehaltlosen Grundrechte, Die öffentliche Verwaltung, Verlag W. Kohlhammer, Stuttgart 2002
- Das universale Verfassungsrecht als Quelle eines Weltgemeinschaftsrechts zur Lösung globaler rechtspolitischer Probleme – Eine Darstellung am Beispiel des Schutzes menschlicher Embryonen, Medizinrecht, Verlag C.H. Beck, München 2002
- Fälle mit Lösungen für Anfänger im öffentlichen Recht – Staatsrecht mit Methodik (mit Prof. Dr. Dieter Kugelmann), Luchterhand, Verlagsgruppe Wolters Kluwer, 1. Auflage, München 2004.

Daneben kommentierte er Art. 76–82 sowie 119 GG der ersten bis dritten Auflage des Grundgesetzkommentars von Michael Sachs (Hrsg.) sowie Art. 8–16 der Landesverfassung Rheinland-Pfalz im Kommentar zu dieser von Christoph Grimm/Peter Caesar (Hrsg.).
| Personendaten    | Personendaten                   |
| ---------------- | ------------------------------- |
| NAME             | Lücke, Jörg                     |
| ALTERNATIVNAMEN  | Lücke, Jörg Alexander           |
| KURZBESCHREIBUNG | deutscher Rechtswissenschaftler |
| GEBURTSDATUM     | 19. April 1944                  |
| GEBURTSORT       | Göttingen                       |
| STERBEDATUM      | 17. Juli 2002                   |
| STERBEORT        | Bonn                            |